# Elysius lavinea
Elysius lavinea là một loài bướm đêm thuộc phân họ Arctiinae, họ Erebidae.